# Brettener Straße 25 (Oberderdingen)

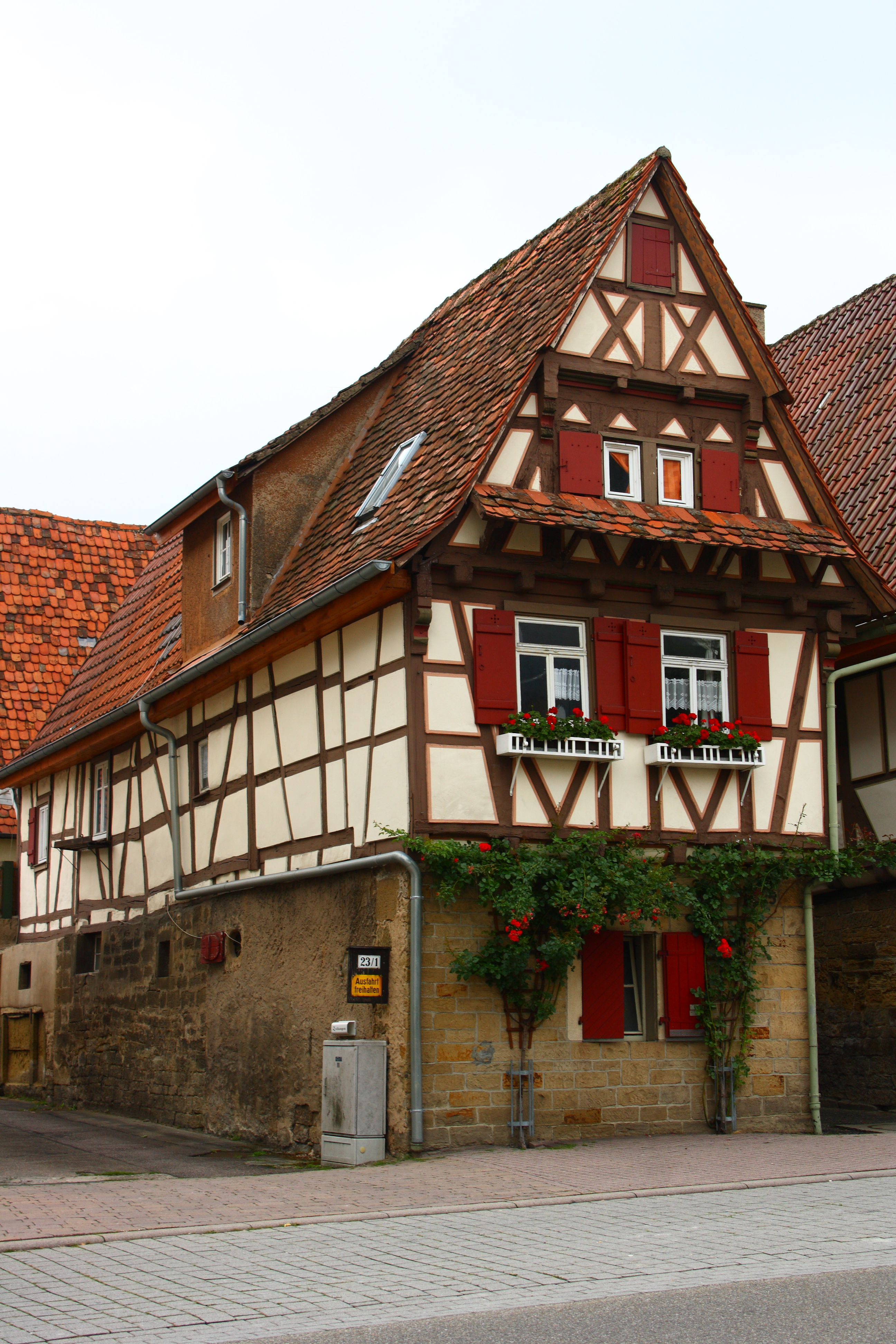
Fachwerkhaus Brettener Straße 25 in Oberderdingen

Das Gebäude Brettener Straße 25 ist ein Fachwerkhaus in Oberderdingen, einer Gemeinde im Landkreis Karlsruhe (Baden-Württemberg), das im 16. Jahrhundert errichtet wurde.

## Beschreibung
Das schmale Haus steht mit dem Westgiebel zur Straße und befindet sich gegenüber dem Amthof. Über dem massiven Erdgeschoss erhebt sich ein Fachwerkstock und zwei Dachstöcke, die überkragen. Die unteren Fenster wurden in neuerer Zeit vergrößert und der untere Dachstock wurde zur Wohnung ausgebaut. Als Zierformen sehen wir den Fränkischen Mann und Andreaskreuze, ebenso sind kurze Fußstreben und Balkenköpfe am Giebel zu sehen. Das Klebdach wurde später hinzugefügt.